# Partido Galeguista (1931)
El Partido Galeguista (Partido Galleguista) fue un partido político de carácter nacionalista gallego fundado en 1931, con especial importancia durante el periodo de la Segunda República Española. Su órgano de prensa fue A Nosa Terra y su sección juvenil la Federación de Mocedades Galeguistas.

## Formación
El 5 y 6 de diciembre de 1931 el Partido Galeguista de Pontevedra convoca una Asamblea Nacionalista con el propósito de crear un partido nacionalista. A la convocatoria acuden treinta y dos grupos y hermandades, entre los que destacan el Grupo Autonomista Galego de Vigo, Labor Galeguista y el Partido Nazonalista Repubricán de Ourense. También participan representantes de la Federación de Sociedades Galegas de Argentina y de la sección argentina de la ORGA (Organización Republicana Gallega Autónoma).
El Partido Galeguista se constituyó en Pontevedra en 1931, formando parte de él un total de veintidós organizaciones.

## Corrientes
El Partido Galeguista se definía por su nacionalismo gallego. Sin embargo, dentro de un común galleguismo existían diferentes corrientes y sensibilidades dentro del partido
- Conservadores de derecha que rechazaban la alianza con la izquierda (Risco, Otero Pedrayo, Filgueira, Villar Ponte...);
- Liberales (Plácido Castro...);
- Simpatizantes con la ideología de izquierda (Alexandre Bóveda, Castelao, Xoán Vidal Martínez, Suárez Picallo...);
- Defensores de la independencia de Galicia (Sociedade Nazonalista Pondal de Buenos Aires);
- Apartidistas (Álvaro Cunqueiro, López Cuevillas, Manuel Lesteiro).

La convivencia entre las diversas corrientes no fue siempre fácil, aumentando las tensiones durante el bienio radical-cedista debido a la posibilidad de que el Partido pactase con la izquierda, lo que causó finalmente la salida del sector más conservador.

## Consolidación

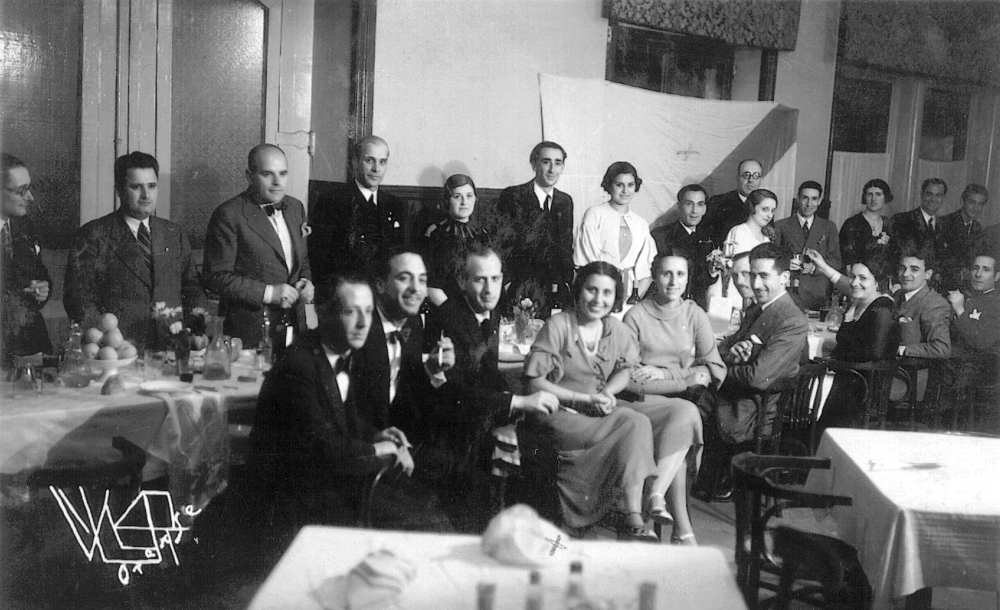
Banquete galleguista en honor a Emilia Docet y Manuel Luís Acuña. En la foto, entre otros: Risco, Ramiro Isla, Leuter González, Cunqueiro, Otero Pedrayo, María Luz Morales, Blanco Amor, Xoán L. Ramos Colemán y Manuel Peña Rei. Orense, 1933.

En 1932 participa junto con el Partido Republicano Gallego y Acción Republicana en el Comité de Propaganda del Estatuto, al tiempo que se prepara para participar en solitario, o en candidaturas conjuntas con los agrarios, en las elecciones municipales de abril de 1933, en las que sólo obtiene un concejal en Orense y la mayoría, aliado con los agrarios, en Tuy. Estos malos resultados llevan al sector progresista del PG a favorecer pactos con los partidos republicanos, a lo que se oponía el sector conservador liderado por Vicente Risco.
En la Asamblea Extraordinaria de octubre de 1933 se imponen las tesis de Vicente Risco y el PG concurre a las elecciones generales de 1933 en solitario. Los 106.000 votos que obtiene no le sirven para conseguir ningún diputado, y el nuevo gobierno radical-cedista paraliza la tramitación del Estatuto de Galicia.
Su sección juvenil, la Federación de Mocedades Galeguistas, fue fundada en enero de 1934 y contaba con unos 1000 afiliados. Después de la Revolución de 1934, en la que el PG no participó, el gobierno suspende A Nosa Terra y destierra a Castelao y Bóveda, descabezando al PG y provocando un descenso momentáneo de la militancia, pero al mismo tiempo favorece la formación de una alianza con los republicanos de izquierda que hiciera posible la aprobación del Estatuto.
En la III Asamblea del PG, celebrada en Orense el 13 y 14 de enero de 1934 se aprueba con la oposición de Risco la alianza estratégica con los republicanos y socialistas, ratificada en la IV Asamblea del PG, celebrada en Santiago de Compostela el 20 y 21 de abril de 1935, con la oposición de Ramón Otero Pedrayo, lo que provoca la escisión de un sector de la derecha del PG, encabezada por Vicente Risco que forma la Dereita Galeguista.

## Frente Popular
En junio de 1935 el PG comienza a negociar con Izquierda Republicana, y en la Asamblea Extraordinaria del 25 de enero de 1936 celebrada en Santiago de Compostela se aprueba el ingreso del PG en el Frente Popular para concurrir a las elecciones generales de 1936 con cinco candidatos del Partido Galeguista: Castelao, Bóveda, Xerardo Álvarez Gallego, Ramón Suárez Picallo y Antón Villar Ponte.
Salieron elegidos Castelao, con 104 436 votos en Pontevedra, y Suárez Picallo y Villar Ponte en la de La Coruña, con alrededor de 150 000 votos cada uno. En total, los candidatos del Partido Galleguista obtienen 287 000 votos.
El 28 de junio de 1936 se cumplen los compromisos expresados por el Frente Popular y se celebra el referéndum del Estatuto de Autonomía, el cual es aprobado.

## Guerra Civil

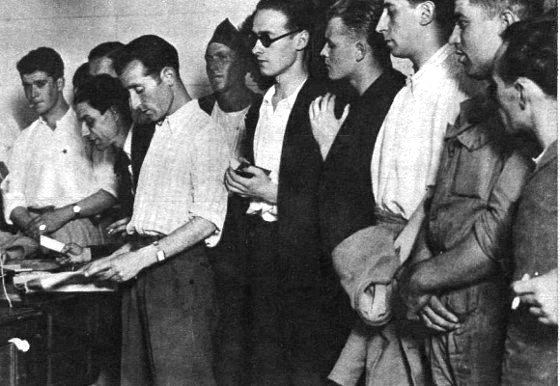
Voluntarios inscritos en las Milicias Populares Galegas del Partido Galeguista en Madrid, 1936.

Tras la sublevación militar de 1936, que puso fin a la actividad del Partido Galeguista en Galicia, comenzó la represión de los militantes de la formación. Algunos dirigentes como Xoán Carballeira, Ánxel Casal, Lustres Rivas, Camilo Díaz Baliño, Víctor Casas o Alexandre Bóveda fueron fusilados, otros marcharon al exilio. Aun así el PG desaprobó la participación de sus militantes en la guerrilla antifranquista.
En 1937 el PG abre una delegación en Barcelona y publica el periódico Nova Galicia entre abril de 1937 y julio de 1938 dirigido por Castelao.
Tras la caída de Cataluña los galleguistas pasan a Francia y desde allí se dirigen a diversos países de América.

## Clandestinidad
La actividad del PG en el interior comienza en julio de 1943 con una reunión en Corujo, a la que asisten diecinueve galleguistas y que deciden formar un Comité Ejecutivo provisional integrado por Manuel Gómez Román, Otero Pedrayo y Plácido Castro, pero fueron Francisco Fernández del Riego y Ramón Piñeiro los que tuvieron un papel más activo. En 1944 el PG se integra en la Junta Gallega de Alianza Democrática con CNT, PSOE, UGT y los agrarios. A partir de 1948 el PG apuesta por una estrategia culturalista en abierta contradicción con los galleguistas del exilio.
La fundación de la Editorial Galaxia, el 25 de julio de 1950, supuso la autodisolución del PG en Galicia.

## El Partido Galeguista en América
En 1932 se fundó la Organización Nacionalista Republicana Gallega, filial del PG en Buenos Aires tras el paso de la sección argentina de la ORGA. Contaba con 150 afiliados dirigidos por Rodolfo Prada. En 1936, con el inicio de la guerra civil española, cambia el nombre a Grupo Galeguista de Buenos Aires. En ese momento tenía 103 afiliados. En 1941 toma el nombre de Irmandade Galega (Hermandad Gallega) y en 1942 reaparece A Nosa Terra (Nuestra Tierra), coincidiendo con la llegada masiva de exiliados galleguistas a Buenos Aires, entre los que se encuentra Castelao.
En octubre de 1944 se constituye el Consello de Galiza (Consejo de Galicia) bajo el impulso de la Irmandade Galega y Castelao.
La Irmandade Galeguista do Uruguai (Hermandad Galleguista del Uruguay) es el nombre de la sección del PG en Uruguay, dirigida por Manuel Meilán Martínez.
En 1949 el PG sólo cuenta con 200 afiliados distribuidos en Buenos Aires y otras ciudades argentinas, Montevideo, México y La Habana.

## Militantes
En 1932 el PG contaba con 38 grupos locales y 2300 afiliados. A lo largo del año va implantándose en todo el país y en 1933 sus 60 grupos locales contaban con 3000 afiliados. Tras las elecciones de 1933 el PG experimenta un retroceso momentáneo, y en 1935 le quedaban sólo 1763 afiliados, pero para el año 1935 consigue reestructurar el partido llegando a 5000 afiliados distribuidos en 90 grupos locales.